# Zhuge Zhan
Zhuge Zhan (227 – 263) è stato un politico e militare cinese, conosciuto anche per essere stato il figlio di Huang Yueying e Zhuge Liang.

## Biografia
Quando sua madre morì le sue ultime parole che gli rivolse furono "Figlio, continua la nostra dinastia e sii clemente."
Più tardi difese il regno di Shu dalle forze di Deng Ai ma rimase ucciso in battaglia insieme al figlio, Zhuge Shang.
Nella rappresentazione della sua sfortunata difesa della capitale Shu nel Romanzo dei Tre Regni, Liu Shan l'imperatore Shu chiese a Zhuge Zhan di pensare ad un piano per salvare il suo regno. Spinto dalle parole del suo imperatore Zhuge Zhan elaborò un piano travestendosi da Zhuge Liang, il piano funzionò e Zhuge riuscì in un primo momento a spaventare le truppe Wei, facendogli credere che Zhuge Liang fosse resuscitato. Comunque, dopo aver capito l'astuzia, l'esercito Wei si raggruppò e attaccò ancora, portando la morte a Zhuge Zhan.
Zhuge Zhan morì difendendo la porta di Mian Zhu con il figlio Zhuge Shang e Huang Chong, figlio di Huang Quan.